# Astragalus karelinianus
Astragalus karelinianus är en ärtväxtart som beskrevs av Mikhail Grigoríevič Popov. Astragalus karelinianus ingår i släktet vedlar, och familjen ärtväxter. Inga underarter finns listade i Catalogue of Life.